# Sarkyarlar
Sarkyarlar (azerbajdzjanska: Sərkarlar) är en ort i Azerbajdzjan.   Den ligger i distriktet Bərdə Rayonu, i den centrala delen av landet, 230 km väster om huvudstaden Baku. Sarkyarlar ligger 59 meter över havet och antalet invånare är 302.
Terrängen runt Sarkyarlar är platt. Närmaste större samhälle är Barda, 18,7 km norr om Sarkyarlar.
Trakten runt Sarkyarlar består till största delen av jordbruksmark. Runt Sarkyarlar är det ganska tätbefolkat, med 62 invånare per kvadratkilometer.